# Bullenheimer Berg
Der Bullenheimer Berg ist ein Zeugenberg des Steigerwaldmassivs, das sich rund 150 m über die Umgebung erhebt. Der Bullenheimer Berg befindet sich auf dem Gebiet der Gemeinden Seinsheim im Landkreis Kitzingen und Ippesheim im Landkreis Neustadt a.d.Aisch-Bad Windsheim. In Seinsheim wird der Berg Kapellenberg genannt.
In der späten Bronzezeit, der sogenannten Urnenfelderzeit, befand sich auf ihm eine Höhensiedlung. Noch heute wird das Plateau von einem rund drei Kilometer langen Ringwall umschlossen.
Bekannt ist der Bullenheimer Berg durch die mindestens 19 von dort stammenden Depotfunde. Hiervon stammen nur 2 aus wissenschaftlichen Grabungen. Aufgrund zahlreicher illegaler Raubgrabungen gilt der Bullenheimer Berg und seine Umgebung in Fachkreisen seiner Metallfunde zwischenzeitlich als nahezu vollständig beraubt.

## Geographie und Topographie
Der Bullenheimer Berg erhebt sich wenige Kilometer nordöstlich der mittelfränkischen Gemeinde Ippesheim über das umliegende Terrain, welches etwa 30 Kilometer südöstlich von Würzburg und etwa 15 km südöstlich des Maindreiecks liegt. Vom 50 Kilometer nördlich gelegenen Schweinfurt ist der Bullenheimer Berg noch zu sehen. Er stellt den westlichsten Ausläufer des Steigerwaldmassivs dar. Im Norden, Süden und Westen des Bullenheimer Bergs befinden sich die fruchtbaren Gebiete des Ochsenfurter, Gollach- und Uffenheimer Gaues.
Der Bullenheimer Berg ist ein Tafelberg, der sein Umland um ca. 150 m überragt und dessen Hänge nach allen Seiten steil abfallen. Das Plateau ist von Norden nach Süden ungefähr 1200 Meter lang und von Osten nach Westen 180 bis 400 Meter breit, sodass sich eine Fläche von etwa 30,5 ha ergibt. Der Bergrücken hat zwei annähernd gleich hohe Kuppen, den 454,5 m ü. NHN hohen namensgebenden Bullenheimer Berg im Süden und den 455,6 m ü. NHN hohen Kapellberg im Norden, auf dem sich der Aussichtsturm Bullenheim befindet.
Die Geologie des Bullenheimer Berges umfasst einen Untergrund aus anstehendem Blasensandsteinen sowie wechselnden geologischen Formationen des mittleren Keupers an den Hängen. Es treten u. a. Lettenkeuper, Lehrbergschichten und Schilfsandstein auf. Entlang der Steilhänge befinden sich zahlreiche natürliche Terrassen und Rinnen.  Der Lettenkeuper weist generell viele verschiedene kleinräumige, natürliche Verfärbungen auf und macht die Differenzierung archäologischer Befunde stellenweise recht schwierig.
Bis kurz vor dem Ersten Weltkrieg wurde im Westen des Plateaus Sandstein für die Herstellung von Scheuersand gewonnen, wovon heute noch aufgelassene Gruben zeugen. In der Senke zwischen Bullenheimer Berg, Kapellberg und Bastranken befanden sich bis ins 19. Jahrhundert zwei Weiher mit einer Gesamtfläche von knapp 0,5 Hektar, die als Zisternen zur Wasserversorgung der Hochfläche dienten. Die sind heute verlandet und ebenso wie das gesamte Plateau geschlossen bewaldet. Seit dem Mittelalter wurde wohl Niederwald bewirtschaftet, wodurch kaum anthropogene und erosive Störungen wie z. B. durch landwirtschaftliche Aufpflügung auftraten, die die archäologische Funderhaltung beeinträchtigt hätten. Der Nutzung als Eichenschälwald geschuldet ist die Eiche die überwiegende Baumart.

## Archäologische Geländedenkmäler
Durch die Waldbedeckung ist die Erhaltung der obertägig sichtbaren archäologischen Überreste relativ gut. Das gesamte Plateau wird von einem Ringwall an der Hangkante umschlossen, der jedoch an manchen Stellen nicht mehr obertägig erkennbar ist. Zudem gibt es drei Querwälle auf dem Plateau, die teilweise gut erhalten sind. An den Terrassen des Berges befinden sich außerdem mehrere Grabhügel.
Im Westen des Berges auf einem kleinen Bergsporn liegt ein mittelalterlicher Burgstall, von dem nur noch das Grabensystem erhalten ist, das den Burgstall vom restlichen Berg abtrennt. Auf dem Burgstall befindet sich seit 1972 ein 15 m hoher Aussichtsturm, durch dessen Bau der Burgstall teilweise zerstört wurde. 

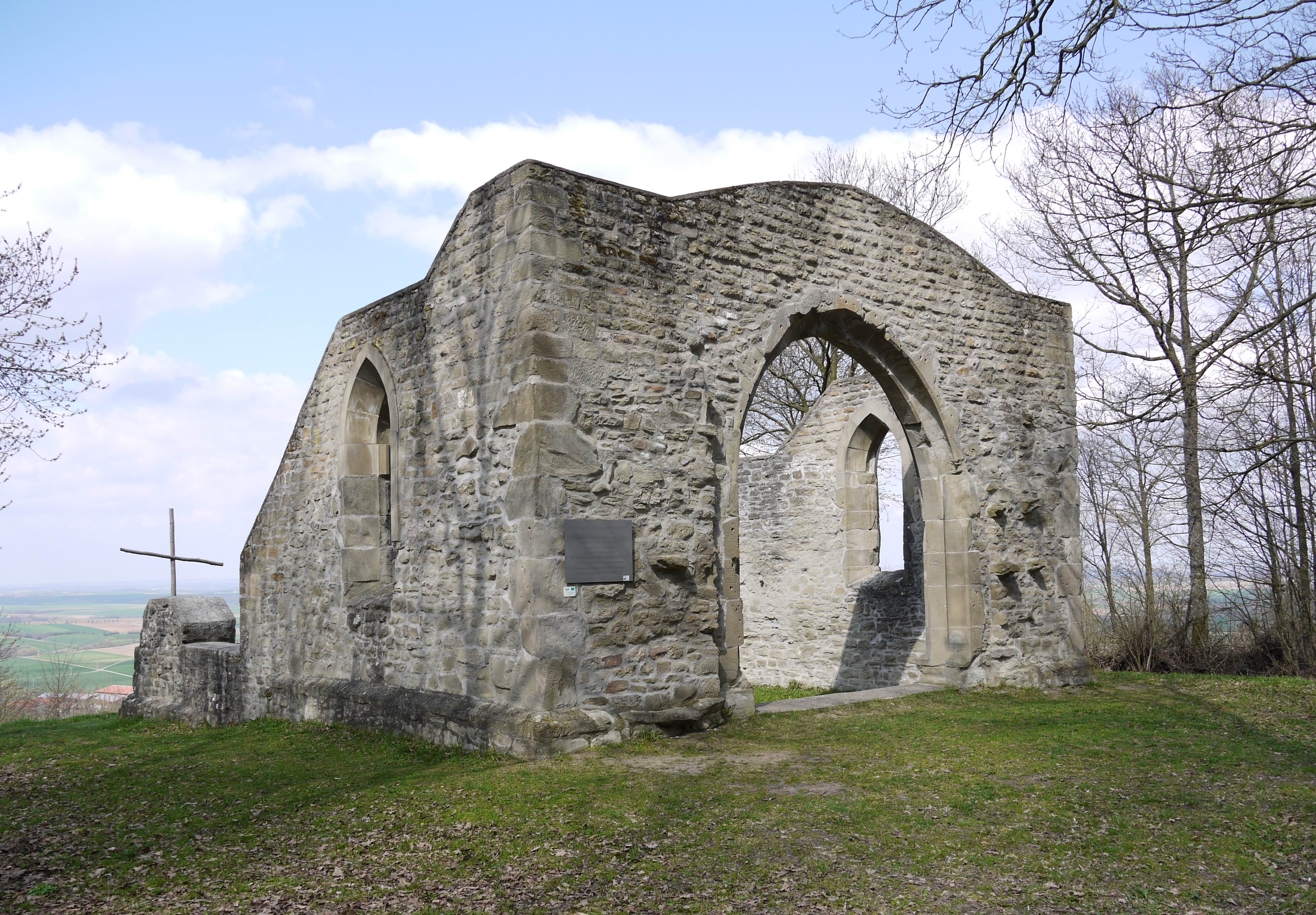
Die noch sichtbare Ruine der Kunigundenkapelle

In der Mitte des Nordteils des Bergplateaus liegt ein Feuchtgebiet, an dessen Südrand sich ein in Trockenmauertechnik errichteter Brunnen befindet, der wohl aus dem Mittelalter stammt.
Auf einer vorgezogenen Terrasse unterhalb des Plateaus befindet sich die Ruine der Kunigundenkapelle, einer kleinen spätgotischen Kirche aus dem 15. Jahrhundert, die einen Vorgänger aus Holz gehabt haben soll.
Es gibt ein verzweigtes System von Hohlwegen, die auf den Bullenheimer Berg führen.

## Forschungsgeschichte
Trotz der oberirdisch erhaltenen Wallanlagen wurde der Bullenheimer Berg erst 1973 durch Björn-Uwe Abels vom Landesamt für Denkmalpflege als archäologisches Denkmal erkannt. 1974 wurde der Berg erstmals durch das Landesamt für Denkmalpflege topographisch vermessen.
Durch die zwischen 1978 und 1981 gefundenen Hortfunde gelangte der Bullenheimer Berg in den Fokus archäologischer Forschung. Insbesondere der Depotfund 11, das sogenannte Phalerendepot gab Anlass für die nachfolgenden Forschungskampagnen. In den Jahren 1981 bis 1983 wurden in einer Kooperation des Bayerischen Landesamtes für Denkmalpflege und des Lehrstuhls für Vor- und Frühgeschichte der Universität Würzburg der Ringwall und die angrenzende Siedlungsfläche sowie die drei Querwälle untersucht. Die Grabungsleitung hatte Georg Diemer, der seine Dissertation über den Bullenheimer Berg schrieb. Diemer erkannte als Erster die fünf Befestigungsphasen des Ringwalls, wobei er nur die Phasen 1 bis 4 in die Bronze- und Urnenfelderzeit datierte, für die fünfte zog er die Möglichkeit einer Datierung in das frühe Mittelalter in Erwägung. Durch den Unfalltod Diemers wurde seine Dissertation erst posthum veröffentlicht.
1989 erfolgte nochmals eine Ausgrabungskampagne des Lehrstuhls für Vor- und Frühgeschichte unter der Leitung von Arthur Berger, wobei ein Teil des Innenareals des Bergplateaus ausgegraben wurde. Von den Ausgräbern stammt auch die Interpretation von Depotfunden und Pfostenlöchern als Kultgebäude.
Nach einer über zwanzigjährigen Unterbrechung wurden die Feldforschungen auf dem Bullenheimer Berg wieder aufgenommen. Die neuen Forschungen am Bullenheimer Berg werden vom Lehrstuhl für Vor- und Frühgeschichtliche Archäologie der Universität Würzburg in Kooperation mit einer Arbeitsgruppe des Städtischen Museums Kitzingen, dem Archäologischen Netzwerk Kitzinger Land, durchgeführt.
Im Rahmen dieser Forschungen wurde im Frühjahr 2010 mit Hilfe eines Airborne Laserscannings ein hochauflösendes, digitales Geländemodell des Bullenheimer Bergs und seines Umlands erstellt. Die Forschungen auf dem Berg selbst umfassten Prospektionen und Ausgrabungen im Sommer 2010, 2011 und im Frühjahr 2012. Das Archäologische Netzwerk Kitzinger Land führte mehrere Feldbegehungskampagnen im Umland des Bullenheimer Berges durch, um neue Siedlungen im Umland zu entdecken, die mit der Besiedlung des Berges selbst in Verbindung standen. Funde und Bodenverfärbungen wurden dabei mit GPS-Geräten punktgenau eingemessen.

## Besiedlung
Die bisherigen Siedlungsbefunde aus den Flächengrabungen und Wallschnitten sowie die Gesamtheit der bekannten Lesefunde deuten auf eine mehrphasige Besiedlungsgeschichte des Bullenheimer Bergplateaus hin.

### Mesolithikum und Neolithikum
Eine gelegentliche Anwesenheit von Menschen im Mesolithikum, der Mittleren Steinzeit, ist nachweisbar. Jäger- und Sammlergruppen scheinen sich wiederholt zeitweilig auf dem Bullenheimer Berg aufgehalten haben. Die meisten Streufunde dieser Zeit dürften als Verlustfunde sein, auch bei den jüngeren Forschungen wurden Feuersteinartefakte gefunden.
Im Mittelneolithikum bildete der Berg eine der Visuren, die von den Zugängen der Kreisgrabenanlage (etwa 4900–4700 v. Chr.) beim heutigen Ippesheim möglich waren. Auf eine ständige Besiedlung im Jungneolithikum weisen zahlreiche Funde der Michelsberger Kultur. Die Besiedlung fand aus bisher unklaren Gründen vermutlich zunächst im nördlichen Randbereich des Plateaus statt, bei den neuen Forschungen wurden auch Hinweise auf eine Besiedlung außerhalb des Ringwalls gefunden.

### Bronzezeit
Anhand der Keramik kann eine Besiedlung in der Hügelgräberkultur der Mittelbronzezeit, auch dem Übergang von der Früh- zur Mittelbronzezeit und in die Spätbronzezeit datiert werden.

#### Früh- und Mittelbronzezeit
Frühbronzezeitliche Besiedlung ist an zwei Bereichen des Plateaus nachgewiesen, wobei unklar ist, ob die beiden Siedlungen gleichzeitig oder nacheinander bestanden. Die Siedlung war zunächst unbefestigt, gegen Ende der Frühbronzezeit wurde die Siedlung durch eine Konstruktion aus Flechtwerk und Erde – der Befestigungsphase 1 Diemers – geschützt. In der Mittelbronzezeit war die Siedlung wahrscheinlich nicht von einer Befestigungsanlage umgeben.

#### Urnenfelderzeit
Die Besiedlung in der Spätbronzezeit, der Urnenfelderkultur, schließt sich zunächst ohne Bruch an die Besiedlung in der Mittelbronzezeit an. In dieser Zeit wurde eine massive hölzerne Ringmauer erbaut, die Befestigungsphase 2 nach Diemer. Dabei hat sich wohl das erste Mal eine Siedlung mit Zentralortfunktion entwickelt. In der späten Bronzezeit wird die Siedlung am Übergang zum 12. Jahrhundert schließlich aufgegeben. Die Funde brechen ab und die Befestigungsanlage brennt vollständig nieder, was auf einen Blitzeinschlag, Vollbrand der Siedlung oder kriegerische Ereignisse hindeutet. Für die anschließende Aufgabe von Höhensiedlung in diesem Zeitraum sind wohl klimatische Faktoren und das vorübergehende Fehlen der Bewaldung verantwortlich. Um das 12. Jahrhundert v. Chr. blieb der Bullenheimer Berg unbesiedelt.
Eine urnenfelderzeitliche Neubesiedlung fand um das 11. Jahrhundert v. Chr. statt und ging mit einer Klimamilderung einher. Im 11. bis 9. Jahrhundert v. Chr., der jüngeren bis späten Urnenfelderzeit, war der Berg intensiv besiedelt, obwohl ihn zumindest im 11. und 10. Jahrhundert nur eine schwache Palisade schützte, die Befestigung 3 nach Diemer. Möglicherweise datiert jedoch auch eine Holz-Erde-Mauer mit Trockensteinfassade in diese Zeit, diese ist jedoch nur durch Prospektionen, nicht durch Ausgrabungen nachgewiesen und das auch nicht in allen Bereichen, eine Datierung ist also rein hypothetisch.
Den Höhepunkt ihrer Entwicklung hatte die Besiedlung im 9. Jahrhundert v. Chr. erreicht, der größte Teil des Plateaus war dicht besiedelt, sogar die Hänge wurden zu dieser Zeit terrassiert, um Platz für Wohnbebauung zu schaffen. Die meiste Keramik und viele der Depotfunde sowie das einzige bekannte Grab datieren aus dieser Zeit. Die Metallfunde deuten auf eine Hierarchie in der Gesellschaft hin, allerdings sind reiche Deponierungen auch ein Indiz für Krisen.
Die Ansiedlung wurde zu dieser Zeit zunächst von einer aufwendigen Holz-Erde-Befestigung geschützt, der Befestigungsphase 4 nach Diemer. Gegen Ende der urnenfelderzeitlichen Siedlung wurde eine neue Befestigungsanlage angelegt, die der Befestigungsphase 5 nach Diemer entspricht. Die Mauer bestand aus zwei Trockensteinmauern, die in der Mitte mit Steinen und Erde befestigt waren, die Steine wurden direkt vor der Mauer gebrochen, so dass zusätzlich ein Graben entstand. Es gab in dieser Phase drei sicher belegte Tore. Die letzte Befestigung wurde nie fertig gestellt, es gibt allerdings auch keine Hinweise auf einen weiteren Zerstörungshorizont. Sie blieb wohl einfach eine Bauruine. Am Übergang vom 9. zum 8. vorchristlichen Jahrhundert wurde der Bullenheimer Berg erneut verlassen, was vielleicht der Grund dafür war, dass die letzte Befestigung unvollendet blieb. Zur gleichen Zeit wurden auch andere Höhensiedlungen in Süddeutschland aufgegeben, wahrscheinlich war die Klimaabkühlung um 800 v. Chr. wenigstens einer der Gründe hierfür.

### Eisenzeit
Dauerhafte Siedlungsaktivität ließ sich bisher erst wieder ab der Latènezeit nachweisen. In der Früh- und Spätlatènezeit wurden wohl vor allem die Randbereiche des Plateaus sporadisch besiedelt. Weitere Funde deuten auf eine Nutzung im 1. Jahrhundert durch die Großromstedter Gruppe hin, auch in der römischen Kaiserzeit und in der frühen Völkerwanderungszeit war der Berg sporadisch von Germanen besiedelt.

### Mittelalter und Neuzeit
Da aus dem 7. bis 8. Jahrhundert n. Chr. nur zwei Streufunde vorliegen, ist die letzte Bauphase des Befestigungswerkes nicht in das Frühmittelalter zu datieren. Aus dem Hoch- und Spätmittelalter gibt es dagegen recht häufige Funde. Der bereits erwähnte Burgstall datiert sicherlich in das Hochmittelalter, obwohl es dafür bisher keine archäologische Untersuchung gab. Außerdem existierten auf dem Bullenheimer Berg Wölbäcker, die möglicherweise im Zusammenhang mit der Gründung der Burg stehen, aber wahrscheinlich nicht lange genutzt wurden. Ab dem 15. Jahrhundert ist die Niederwaldwirtschaft urkundlich bezeugt. Ebenfalls neuzeitlich sind wohl die Hohlwege, die auf den Bullenheimer Berg führen.

## Hinweise auf zentralörtlichen Charakter
Eine der zentralen Fragen hinsichtlich des Siedlungstyps Höhensiedlung ist ihre Funktion und ihre Stellung in ihrem regionalen Siedlungsgefüge. Im Falle des Bullenheimer Bergs gilt dies insbesondere für seine Beziehung zur Urnenfelderkultur Mainfrankens. Zur Diskussion standen dabei eine Funktion als ausschließliche Rückzugsorte für den Kriegsfall, wichtige Kultstätten oder dauerhafte Siedlungen zentralörtlichen Charakters, in denen sich vielleicht schon früh herrschende Gesellschaftsschichten herausragende Niederlassungen geschaffen haben. Eben für die letztere Funktion gibt es einige Hinweise auf dem Bullenheimer Berg.

### Das Depot 11
Wie anfangs beschrieben, war der bemerkenswert umfangreiche Hortfund der Anlass für die ersten wissenschaftlichen Ausgrabungen auf dem Plateau, nachdem er von einem privaten Metallsondengänger entdeckt aber in situ belassen wurde. Die sachgemäße Bergung durch die Außenstelle Würzburg des Landesamts für Denkmalpflege und das Institut für Vor- und Frühgeschichte der Universität Würzburg brachte insgesamt 65 Bronzeobjekte aus einer etwa 0,30 m unter der heutigen Oberfläche gelegenen und ca. 0,40 × 0,45 m großen, rechteckigen Grube hervor. 29 davon waren urnenfelderzeitliche Schaukelringe, wie sie bereits in größerer Menge vom Fundort vorlagen, darüber hinaus barg der Hort 30 unterschiedlich große Zierscheiben aus Bronzeblech, sogenannte Phaleren, und darüber zwei Ringgehänge aus jeweils zwei ineinanderpassenden Ringen. Unter den nach ihrer Größe geordneten Phaleren befanden sich ein Eberzahn und mehrere Tierknochen. In einer kleineren Pfostengrube mit erhöhtem Holzkohleanteil unmittelbar neben der Depotgrube sah G. Diemer eine „obertägige Markierung mittels eines Holzpfahls […], in dem wir eine Art kultisch motivierte Markierung des Niederlegungsortes sehen dürfen“.

### Das Brandgrab
Ein einzelnes Brandgrab wurde im Winter 1987 an der nordöstlichen Spornspitze des Plateaus, außerhalb des Randwalles, entdeckt und von der Außenstelle Würzburg des Bayerischen Landesamtes für Denkmalpflege und Georg Diemer ausgegraben. Nach Abtrag von ungefähr zehn Zentimetern Humus zeigte sich eine ovale bis rundliche Verfärbung von maximal 25,4 cm Durchmesser, welche eine fünf bis sechs Zentimeter tiefe Grube auswies. Der gesamte Befund wurde großzügig freigelegt und eingegipst und erst in der Restaurierungswerkstatt der Außenstelle Würzburg des Landesamts für Denkmalpflege ausgegraben. Dabei ergab sich ein Leichenbrand, der kaum Holzkohlepartikel umfasste, offenbar also sehr sorgfältig vom Scheiterhaufen ausgelesen und in die Grube verbracht worden war. Einer anthropologischen Untersuchung zufolge ist dort vermutlich ein männlicher Erwachsener im Alter zwischen 20 und 40 Jahren bestattet worden.
Die Bestattung umfasste keine eindeutig geschlechtstypischen Beigaben, sodass eine sicherere Geschlechtsbestimmung wohl nicht möglich ist. Die zugehörigen Beigaben ließen sich nach Janssen in drei Gruppen einteilen. Die Grube selbst beinhaltete 34 bronzene Bruchstücke späturnenfelderzeitlicher Schaukelringe sowie einen geschlossenen Ring, während sich in unmittelbarer Nähe zur Bestattung elf weitere Schaukelringfragmente befanden. Bei einer ergänzenden Nachsuche konnten 1990 nochmals vier Schaukelringfragmente in ca. fünf Metern um den Fundort geborgen werden. Insgesamt macht das 49 Ringfragmente und einen geschlossenen Ring, welche alle in etwa die gleichen Verzierungen zeigen und die mit großer Wahrscheinlichkeit dem Grab zuzuordnen sind. Sie wiesen alle Spuren unterschiedlich starker Feuereinwirkung auf. Janssen sieht die verschiedenen Verbrennungsgrade der Bruchstücke darin begründet, dass die Ringe bereits in zerbrochenem Zustand in das Feuer geworfen wurden und dort entweder in der Mitte oder im Randbereich landeten. Die weitgehende Ähnlichkeit der Bruchstücke mit solchen aus einigen Depotfunden des Bullenheimer Bergs datiert das Brandgrab in die Stufe Ha B 2/3.
Davon ausgehend, dass diese sie als Schmuck um die Fußgelenke getragen wurden, stellt Janssen die Vermutung auf, dass die persönlichen Ringe vom Körper des Verstorbenen entfernt und zerbrochen wurden, sodass die Bruchstücke während der Bestattung an die Teilnehmer der Zeremonie verteilt und von diesen schließlich in die Brandgrube geworfen werden konnten. Bisher sind aus Unterfranken kaum späturnenfelderzeitliche Bestattungen bekannt, die so gut erhalten sind und so sorgfältig ausgegraben wurden, wie die vom Bullenheimer Berg. Die daraus abgeleiteten Vermutungen stehen deshalb „vorerst unter der Einschränkung eines Einzelbefunds. Um ihn weiter abzusichern, wäre es nötig, vergleichbare Grabfunde in größerer Zahl zu untersuchen“. Georg Diemer sah in der Besonderheit dieses Einzelgrabes und dem auffallenden Reichtum seiner Bronzebeigaben dagegen ein mögliches Indiz für die Anwesenheit einer herrschenden Führungsschicht: „Auf Grund seiner reichen Ausstattung lässt es sich am ehesten mit süddeutschen Brandflächengräbern vergleichen, die als typische Gräber der führenden späturnenfelderzeitlichen Adelsschicht angesehen werden. Es handelt sich wohl um die Ahnherrn der späteren hallstattzeitlichen Nobilität“.

### Depot A: Das „Goldene Ornat“
Obwohl die Anzahl an Hortfunden auf dem Bullenheimer Berg alleine schon recht bemerkenswert wäre, fallen davon zwei in besonderem Maße auf, da sie besonders viel Schmuck beinhalteten. Das erste dieser beiden Schmuckdepots enthielt mindestens zwei Sätze Schaukelfußringe mit Strichgruppenverzierungen, die mit kleineren Ringen gebündelt waren und starke Abnutzungsspuren an ihren Ober- und Unterseiten aufwiesen. Sie passen formell gut in das Fundgut der anderen nahegelegenen urnenfelderzeitlichen Hortfunde. Konnte der genaue Fundort für dieses von Metallsondengängern ergrabene Depot vom Landesamt für Denkmalpflege noch recht genau ermittelt werden, so waren sich die Entdecker des zweiten Schmuckdepots in dieser Hinsicht nicht mehr ganz so einig. Anhand ihrer unabhängigen Überlieferungsstränge können nur die folgenden Angaben als einigermaßen gesichert gelten: Zunächst wurden mindestens 19 Bronzegegenstände unterschiedlicher Art in größerer Tiefe gefunden und geborgen, darunter Armringe, Schaukelfußringe, Lappen- und Tüllenbeile, Sicheln, sowie Tüllenmeißel und ein Beitel. Darunter kam dann ein Gefäß zum Vorschein, das zwölf Goldgegenstände beinhaltete. Unklarheit besteht, ob die Bronzen wenigstens teilweise ebenfalls in dem Gefäß lagen oder eine sekundäre Befundlage über dem Gefäß darstellen. Für zweiteres würde sprechen, dass die Bronzen typologisch an das Ende der Urnenfelderzeit datieren, während die Goldgegenstände eher mit Funden aus der frühen Urnenfelderzeit vergleichbar sind. Ein Zusammenhang beider Fundgruppen erscheint dennoch wahrscheinlich, da einige der Goldbleche eine Bronzepatina aufweisen, die auf gemeinsame Lagerung im Gefäß oder zumindest unmittelbar darüber deuten. Eine „Längere Verwendungszeit im Rahmen von zeremoniellen Handlungen [ist] durchaus wahrscheinlich“. Außerdem ist ein vergleichbarer Hortfund vom Bullenheimer Berg bereits bekannt (Depot 5). Im Einzelnen umfasste der Anteil der Goldgegenstände des Depots vier Armspiralen sowie sechs reich verzierte Buckel und zwei längsovale Bleche. Die genaue Funktion der Buckel und Bleche ist nicht ganz eindeutig, doch wiesen sie alle zahlreiche Löcher am Rand auf, sodass sie auf jeden Fall als „Applikation auf einer Unterlage“ angebracht waren. Nach R. Gebhard erscheint „eine Interpretation der Goldgegenstände als Bestandteile eines Zeremonialgewandes […] angesichts der Bedeutung des Bullenheimer Bergs nicht abwegig“.

### Die Depots 1 bis 4 und das „Rechteckhaus“
Ausgangspunkt der zweiten umfangreicheren Grabung von 1989 waren die Fundorte der Depots 1 bis 4, welche von privaten Ausgräbern zuvor im Abstand von wenigen Metern geborgen wurden und zusammen 45 Bronzeobjekte enthielten. Neben Gegenständen wie Beilen, Sicheln und Armringen, wie sie in größerer Zahl aus den anderen Depots des Bullenheimer Bergs bekannt sind, enthielten diese vier Horte außerdem vier Achskappen samt zugehöriger Vorstecksplinte. Um zu klären, ob diese Hortkonzentration eventuell mit weiteren archäologischen Befunden in Zusammenhang stehen könnte und um die bisherigen Annahme zu überprüfen, dass sich die urnenfelderzeitliche Besiedlung vor allem in unmittelbarer Nähe des Randwalls abgespielt hat, wurde das Plateau großflächig einer Prospektion mit Hilfe der Phosphatanalyse unterzogen. Diese ergab einige Konzentrationen auch im Innenraum der Siedlung, insbesondere an der Fundstelle der Depots 1 bis 4.
Dort wurde d–60 cm bereits der Blasensandstein des Keupers an, auf welchem eine unregelmäßig starke Kulturschicht auflag. Siedlungsfunde des ersten Planums wie Keramikscherben, Hüttenlehmfragmente und Holzkohlepartikel waren durch Durchwurzelung zunächst stark durchmischt, doch tauchten in einem nächsten Planum bereits mehrere Verfärbungen auf, die sich als Pfostenlöcher erwiesen, die in den anstehenden Felsgrund eingelassen waren. Acht davon wiesen einen rechteckigen, zweischiffigen Pfostenbau von ca. 5 × 7 m Größe aus. Für das Gebäude konnte anhand von einigen Keramikfragmenten aus zweien der Pfostenlöcher ein Terminus post quem in die jüngere Urnenfelderzeit angegeben werden.
Die Grabung lieferte ferner einige Bronzereste, darunter ein einschneidiges Rasiermesser, einen abgebrochenen Griff eines zweiten und ein Nadelfragment, welche großteils ebenfalls in die jüngere Urnenfelderzeit datieren. Nur einzelne Funde stammen aus der Bronzezeit und dem Neolithikum.
Da die Fundpunkte teilweise innerhalb des Gebäudes liegen, „zeigen sie einen eindeutigen räumlichen Bezug zu demselben und sind mit Sicherheit nach dessen Errichtung niedergelegt worden. Ob allerdings das Haus zu diesem Zeitpunkt noch bestand, ist mit den heutigen Datierungsmöglichkeiten nicht zu unterscheiden“.
Durch Zufall wurde noch während der Arbeiten ungefähr 30 Meter südlich der Grabungsfläche ein weiterer Hortfund (inzwischen der dreizehnte bekanntgewordene!) mit Hilfe einer Metallsonde entdeckt. Sein Inhalt war mit nur fünf Objekten relativ klein und entsprach dem bisherigen Fundgut vom Bullenheimer Berg. Besonderes Interesse muss diesem Depot vielmehr deshalb beigemessen werden, weil „Hinweise auf eine Umfüllung oder eine Eintiefung in die auch an dieser Stelle anstehende Kulturschicht […] vollständig [fehlen]. Es hat den Anschein, als ob der Hort auf der alten Oberfläche deponiert gewesen sei“. Dieser Umstand könnte die spärlichen Fundberichte zu den Depots 1–4 ein wenig glaubhafter erscheinen lassen, denen zufolge deren Fundsituation insofern ganz ähnlich gewesen sein soll, als dass die darin gefundenen Achskappen, Beile, Sicheln, Armringe und Gußkuchen ebenfalls an der früheren Oberfläche abgelegt worden zu sein schienen: „Eine Aufbewahrungsweise der zweifellos wertvollen Objekte, die eher für ein nicht profanes Umfeld spricht“.

### Vergleich der Depotfunde mit urnenfelderzeitlichen Flussfunden
Die Niederlegung von Gegenständen in Depots wird weithin mit zwei möglichen Motiven begründet, nämlich zum einen mit einer ausschließlich profanen Verwahrungsabsicht, z. B. in Kriegszeiten als Schutz gegen Raub und Plünderung oder durch Händler, und zum anderen mit einer kultisch motivierten Niederlegung, etwa als Opfer- oder Weihgabe. Zur Interpretation der Niederlegungsabsicht können und sollten nach Möglichkeit sowohl das Depot selber, in Hinsicht auf seine Niederlegungsart und seinen Inhalt, als auch die Umstände seines Fundortes und seines näheren Umfeldes betrachtet werden.
Die Depots des Bullenheimer Bergs bieten sich vor allem für eine genauere Betrachtung ihrer Niederlegungsart und ihrer Inhalte an, da sie „Bronzeformen [enthalten], wie sie gleichzeitig in Flüssen und Feuchtgebieten vorkommen […]. Dabei zeigt sich, dass sich manche unserer Gegenstände aus Depotfunden nur noch unter den Flußfunden nachweisen lassen.“ So konnte Günter Wegner aufzeigen, dass sich zu bestimmten Zeiten z. B. einige Messer- und Beiltypen in ungefähr gleicher Menge in Flüssen niedergeschlagen haben. In Hinblick auf die Niederlegungsabsicht solcher Flussfunde stellte er fest, dass „viele der Gegenstände […] gewiß beim Befahren oder Überschreiten der Flüsse verlorengegangen [sind], manches […] als Abfall mit Absicht in den Fluß geworfen, anderes hinwiederum bei Hochwasser von diesem an sich gerissen [wurde]. An der absichtlichen Versenkung des größten Teiles der Funde, und zwar aus religiösen Motiven, kann indessen nach den Forschungen der letzten Jahrzehnte nicht mehr gezweifelt werden […].“ Er kommt also zu dem Schluss, „[…] daß zumindest in der Endphase der Urnenfelderzeit (Ha B3) Flußfunde und Hortfunde in die gleiche Kategorie gehören: beide wurden aus kultischen Motiven niedergelegt und sollten nicht wieder gehoben werden“, wodurch sich auch eine kultische Niederlegung zumindest vieler der Hortfunde auf dem Bullenheimer Berg ergäbe.

### Fazit
Für den Charakter der urnenfelderzeitlichen Besiedlung auf dem Bullenheimer Berg als ständig bewohnte Dauersiedlung sprechen also zahlreiche Befunde. So setzen die massiven Befestigungsanlagen samt der direkt anschließenden Innenbebauung eine bevölkerungsstarke Gesellschaft voraus, die sich zudem in teilweise recht mächtigen Kulturschichten von bis zu 0,60 Meter Stärke niedergeschlagen hat. Die Verteilung der Bronzen und der keramischen Lesefunde auf dem gesamten Plateau lässt darüber hinaus eine „Aufsiedlung der gesamten Hochfläche erkennen, so daß für die Urnenfelderzeit der Verdacht besteht, das gesamte Areal sei mehr oder weniger dicht bebaut gewesen. Allerdings wird man wohl kaum eine gleichzeitige Bebauung der gesamten Hochfläche erwarten dürfen. Sie scheint vielmehr in verschiedenen Zeitabschnitten unterschiedliche Bereiche erfasst zu haben.“ Wären die mittleren Bereiche des Plateaus während der urnenfelderzeitlichen Besiedlung also tatsächlich stets zu einem gewissen Teil unbebaut gewesen, so könnte für diese Areale eine Funktion als Weideland vermutet werden. Da an mehreren Stellen auf dem Plateau Wasser oberflächlich zugänglich ist, wäre auf diese Weise die Versorgung mit Nahrung dauerhaft möglich gewesen. Eine agrarisch orientierte Wirtschaftsweise ist sowohl durch die zahlreichen Arbeitsgeräte aus den Hortfunden und Grabungsflächen als auch durch „Tierknochenfunde [aller] üblichen Haustierarten wie Rind, Pferd, Schwein, Schaf und Ziege belegt.“
Darüber hinaus scheinen aber auch diverse Handwerkszweige in der Siedlung vertreten zu sein, wie vor allem die Zusammensetzung der Hortfunde, aber auch Lesefunde und die Kulturschichten der Grabungsflächen zeigen. So dürften zahlreiche Keramikfunde die Produktion des Geschirrs an Ort und Stelle, mehrere Gagatperlen aus Depot 1 die Existenz von Kunsthandwerk, verschiedene Bronzestichel und Ahlen die Verarbeitung von Leder, etliche Spinnwirtel die Herstellung von Textilien, diverse Werkzeuge wie Beile und andere Holzbearbeitungsgeräte ein differenziertes Holzhandwerk, sowie etliche Bronzegegenstände oder -überreste und Gussgeräte sämtliche Prozesse der Bronzeverarbeitung auf dem Bullenheimer Berg bezeugen. Die Existenz von spezialisierten Handwerkern ist somit klar zu erkennen, und „als Nichtagrarier dürften sie in einem gewissen Abhängigkeitsverhältnis zu ihrem Auftraggeber gestanden haben, der sie seinerseits mit Lebensmitteln versorgte.“
Aus dieser Aufgabenteilung innerhalb der Gesellschaft lässt sich eine Oberschicht ableiten, die für Planung, Koordinierung und Kontrolle verantwortlich war. Das Vorhandensein einer derartigen herrschenden Schicht könnte sich auf dem Bullenheimer Berg in zahlreichen Befunden niedergeschlagen haben, wie etwa den Phaleren und Ringgehängen aus dem Depot 11, dem reich ausgestatteten Brandgrab am Nordrand des Plateaus oder den Goldenen Ornaten aus dem Depot A. Auch die Grabhügel an den Hängen des Berges dürften als Indiz für eine Art Adelsschicht zu sehen sein und obwohl eine Datierung für sie mangels weiterer Untersuchungen unsicher bleiben muss, können sie entweder mit der bronzezeitlichen oder der urnenfelderzeitlichen Besiedlung in Verbindung gebracht werden, da eine hallstattzeitliche Nutzung des Plateaus bislang nicht belegt ist. Entsprechend der bisherigen Befundlage in der näheren Umgebung des Bullenheimer Bergs erscheint die Anwesenheit von Herrschaft in der Höhensiedlung umso wahrscheinlicher: Bis auf drei kleine Flachlandsiedlungen am Fuß des Berges, die G. Diemer als weilerartige Ansiedlungen bzw. Gehöftgruppen aus Wohnhaus, Stall und Speicher ansah, sind größere Siedlungen erst wieder in ungefähr 10 Kilometer Entfernung bekannt, was als „Ausdruck der Existenz eines Wirtschaftsraumes der Höhensiedlung [zu interpretieren ist], der für die Versorgung ihrer Bewohner in dieser Größe vorbehalten war“, also auch als nicht geringen Macht- und Einflussbereich.
Ferner liegen auch einige Indizien für kultische Aktivität aus dem Siedlungsraum vor. Als solche könnten wiederum die Niederlegung von Tierknochen und die obertägige Markierung des Depots 11, das Zerbrechen und Verbrennen der Schaukelringfragmente aus dem Brandgrab und die augenscheinlich ohne profanen Verwahrungshintergrund niedergelegten Depots 1 bis 4 und 13 um das Rechteckhaus gesehen werden. Auch die oben erläuterte Ähnlichkeit von Fundinhalten und -mengen in den vorliegen Depots und in Flüssen der Umgebung könnte im Analogieschluss den kultischen Aspekt der Hortfunde bestätigen.

## Landwirtschaft
An dem südlichen bis westlichen Hang des Bullenheimer Berges befindet sich die Weinlage Bullenheimer Paradies.

## Weitere Berge im Steigerwald
siehe Liste von Bergen und Erhebungen im Steigerwald